# Collection Bachelot
La Collection Bachelot (ou Collection Florence et Damien Bachelot) est une collection privée française de photographies, réunissant près de 1 000 tirages anciens, vintage ou contemporains, axée principalement sur la photographie humaniste, documentaire et sociale du XXᵉ siècle. Elle est considérée comme l'une des plus importantes collections privées du genre en France.

## Historique
La collection débute lorsque Damien Bachelot et ses associés acquièrent, au début des années 2000, un premier ensemble de photographies via leur société Aforge Finance, guidés par les conseils du commissaire et historien de la photographie Sam Stourdzé,. À la suite de la cession de l’entreprise en 2008, Florence et Damien Bachelot reprennent le noyau initial d’environ 150 tirages, qu’ils choisissent de développer en collection privée. Poursuivant son rôle de conseiller, Sam Stourdzé contribue à affiner la ligne curatoriale, orientée vers les maîtres de la photographie humaniste et la street photography américaine, avec une attention particulière portée aux tirages vintage et à la cohérence d’ensemble.

## Orientation de la Collection
La Collection Florence et Damien Bachelot s’appuie sur une sélection rigoureuse de tirages vintage et rares, privilégiant les épreuves d’époque réalisées ou validées par les artistes, souvent issues de leurs archives ou ateliers. Le tirage occupe une place centrale dans leur démarche, considéré comme une œuvre à part entière où la matérialité — profondeur des nuances, patine historique et qualité technique — est indissociable de la vision artistique,. Cette exigence d’authenticité et de singularité structure une ligne curatoriale cohérente, qui met en dialogue les grands maîtres de la photographie humaniste française, tels qu’Henri Cartier-Bresson, Robert Doisneau ou Brassaï, avec les figures majeures de la street photography américaine comme Saul Leiter, Joel Meyerowitz ou Bruce Davidson. La collection laisse également une place aux artistes contemporains, dont les travaux prolongent et renouvellent ces héritages esthétiques,.

## Expositions majeures
- 2013 : « Photographies de Florence et Damien Bachelot », Espace Philipps, Paris 7 — 13 au 25 novembre 2013 [8]
- 2014 : « Une photographie sous tension », Musée Nicéphore-Niepce, Châlon-sur-Saone — 15 février au 18 mai 2014 [9],[10],[11]
- 2018 : « Des villes et des hommes », Hôtel Départemental des Arts du Var, Toulon — 10 février au 22 avril 2018[7],[12],[13],[5],[14]
- 2018 : « L’automobile, symbole de la modernité », Daegu Art Center, Corée du Sud — 7 septembre au 16 octobre 2018[15],[16]
- 2019 : « Un regard contemporain », Salon de la photo de Paris, Paris — 7 au 11 novembre 2019 [17],[18]
- 2022–2023 : « Collection : 150 photographies de la collection Bachelot », Villa Médicis, Rome — 7 octobre 2022 au 15 janvier 2023 [19],[20],[21],[22],[23],[24]
- 2023 : « Portraits », Musée Réattu, Arles — 1er juillet au 5 novembre 2023[1],[2],[24],[25],[26],[27]
- 2025 : « Ritratti », Museo Nazionale del Risorgimento Italiano, Turin — 11 juillet au 5 octobre 2025 [28],[29],[30],[31]

### Prêts d’œuvres
La Collection Florence et Damien Bachelot prête régulièrement des tirages à des institutions publiques et privées dans le cadre d’expositions temporaires. Parmi ces prêts figurent des œuvres présentées lors des Rencontres d’Arles, au Jeu de Paume à Paris, au Musée d’Art Moderne de la Ville de Paris, ainsi que dans plusieurs expositions internationales consacrées à la photographie humaniste et documentaire, renforçant ainsi la visibilité et la diffusion du fonds auprès d’un large public.

## Publications
- Des villes et des hommes. Regard sur la collection Florence et Damien Bachelot, Maison CF / Clémentine de la Féronnière, 2018, catalogue de l’exposition présentée à l’Hôtel des Arts de Toulon, sous la direction de Françoise Docquiert et Ricardo Vazquez, avec un texte de Douglas Kennedy.
- Collection. 150 photographies de la collection Bachelot à la Villa Médicis, Maison CF / Clémentine de la Féronnière, 2022, publié à l’occasion de l’exposition à la Villa Médicis à Rome, avec des textes de Michel Poivert et un entretien avec Florence et Damien Bachelot.

- Portraits. Collection Florence et Damien Bachelot, Maison CF / Clémentine de la Féronnière, 2023., catalogue publié à l’occasion de l’exposition au musée Réattu à Arles dans le cadre des Rencontres de la photographie, centré sur les portraits issus de la collection.